# Championnat d'Argentine de football 1987-1988
Navigation
Saison précédente Saison suivante
La saison 1987-1988 du Championnat d'Argentine de football était la 58e édition professionnelle de la première division argentine. Les 20 meilleures équipes du pays sont regroupées au sein d'une poule unique, où chaque club rencontre tous ses adversaires 2 fois.
C'est le club de Newell's Old Boys qui termine en tête du championnat et remporte le 2e titre de champion d'Argentine de son histoire.

## Les 20 clubs participants
| \| Buenos Aires La Plata Santa Fe Rosario Córdoba \| Villes représentées lors de la saison 1987-1988 |
| Buenos Aires La Plata Santa Fe Rosario Córdoba                                                       |

- Boca Juniors
- San Lorenzo de Almagro
- River Plate
- Independiente
- Gimnasia y Esgrima (La Plata)
- Newell's Old Boys (Rosario)
- Talleres (Córdoba)
- Instituto (Córdoba)
- Unión (Santa Fe)
- Racing Club
- Racing (Córdoba)
- Rosario Central
- Vélez Sársfield
- Argentinos Juniors
- Estudiantes (La Plata)
- Ferro Carril Oeste
- Deportivo Español
- Platense
- Deportivo Armenio - Promu de Segunda División
- Banfield - Promu de Segunda División

## Compétition

### Classement
Le classement est établi en utilisant le barème suivant :
- Victoire : 2 points
- Match nul : 1 point
- Défaite, forfait ou abandon : 0 point

| Rang | Équipe                        | Pts | J  | G  | N  | P  | Bp | Bc | Diff |
| ---- | ----------------------------- | --- | -- | -- | -- | -- | -- | -- | ---- |
| 1    | Newell's Old Boys (Rosario)   | 55  | 38 | 21 | 13 | 4  | 68 | 22 | +46  |
| 2    | San Lorenzo de Almagro        | 49  | 38 | 16 | 17 | 5  | 49 | 28 | +21  |
| 3    | Racing Club                   | 48  | 38 | 15 | 18 | 5  | 51 | 33 | +18  |
| 4    | River Plate                   | 46  | 38 | 17 | 12 | 9  | 51 | 40 | +11  |
| 5    | Gimnasia y Esgrima (La Plata) | 43  | 38 | 11 | 21 | 6  | 44 | 36 | +8   |
| 6    | Vélez Sársfield               | 41  | 38 | 14 | 13 | 11 | 51 | 41 | +10  |
| 7    | Rosario Central T             | 40  | 38 | 12 | 16 | 10 | 53 | 41 | +12  |
| 8    | Argentinos Juniors            | 40  | 38 | 15 | 10 | 13 | 49 | 44 | +5   |
| 9    | Deportivo Español             | 40  | 38 | 11 | 18 | 9  | 49 | 47 | +2   |
| 10   | Platense                      | 38  | 38 | 12 | 14 | 12 | 42 | 45 | -3   |
| 11   | Independiente                 | 37  | 38 | 12 | 13 | 13 | 37 | 44 | -7   |
| 12   | Boca Juniors                  | 35  | 38 | 12 | 11 | 15 | 40 | 55 | -15  |
| 13   | Deportivo Armenio P           | 34  | 38 | 8  | 18 | 12 | 37 | 45 | -8   |
| 14   | Ferro Carril Oeste            | 33  | 38 | 7  | 19 | 12 | 27 | 35 | -8   |
| 15   | Instituto (Córdoba) -2        | 33  | 38 | 10 | 15 | 13 | 43 | 53 | -10  |
| 16   | Estudiantes (La Plata)        | 32  | 38 | 6  | 20 | 12 | 31 | 43 | -12  |
| 17   | Racing (Córdoba)              | 31  | 38 | 10 | 11 | 17 | 31 | 44 | -13  |
| 18   | Union (Santa Fe)              | 28  | 38 | 8  | 12 | 18 | 39 | 52 | -13  |
| 19   | Banfield P                    | 28  | 38 | 7  | 14 | 17 | 36 | 56 | -20  |
| 20   | Talleres (Córdoba)            | 27  | 38 | 6  | 15 | 17 | 40 | 64 | -24  |

|  | Qualification pour la Copa Libertadores 1988      |
|  | Participation à la Liguilla pré-Libertadores      |
|  | Participation au barrage de relégation            |
|  | Relégation en Segunda División                    |
|  | T : Tenant du titre P : Promu de Segunda División |

- Instituto (Córdoba) a reçu une pénalité de 2 points à cause d'incidents survenus avant le match face à San Lorenzo de Almagro (match donné gagnant à San Lorenzo sur tapis vert).
- Banfield est relégué car il possède la plus mauvaise moyenne de points sur les 3 dernières saisons. Unión (Santa Fe) et Racing (Córdoba) terminent à égalité à l'avant-dernière place du classement à la moyenne, ils doivent disputer un barrage pour désigner le club relégué en Segunda División.

### Matchs

#### Barrage de relégation
|  | Racing (Córdoba)  | 1 - 1 a.p. | Union (Santa Fe) | La Bombonera, Buenos Aires |  |
|  |                   |            |                  |                            |  |
|  | Tirs au but 5 - 4 |            |                  |                            |  |

### Liguilla pré-Libertadores
L'Argentine dispose de 2 places assurées en Copa Libertadores : une pour le champion de la saison régulière (cette saison, le club de Rosario Central) et une pour le vainqueur de la Liguilla pré-Libertadores, une coupe qui rassemble les 7 meilleurs clubs de D1 et le champion de D2. Cette compétition se joue en matchs aller-retour avec élimination directe. 

#### Quarts de finale
| Équipe 1                            | Résultat | Équipe 2                      | Aller | Retour |
| ----------------------------------- | -------- | ----------------------------- | ----- | ------ |
| Argentinos Juniors                  | 2 - 4    | Racing Club                   | 1 - 1 | 1 - 3  |
| Deportivo Mandiyu (Corrientes) (D2) | 2 - 2    | San Lorenzo de Almagro        | 1 - 1 | 1 - 1  |
| Rosario Central                     | 0 - 1    | River Plate                   | 0 - 0 | 0 - 1  |
| Velez Sarsfield                     | 4 - 1    | Gimnasia y Esgrima (La Plata) | 3 - 0 | 1 - 1  |

#### Demi-finales
| Équipe 1        | Résultat | Équipe 2               | Aller | Retour |
| --------------- | -------- | ---------------------- | ----- | ------ |
| River Plate     | 3 - 4    | Racing Club            | 3 - 3 | 0 - 1  |
| Velez Sarsfield | 0 - 1    | San Lorenzo de Almagro | 0 - 1 | 0 - 0  |

#### Finale
| Équipe 1    | Résultat | Équipe 2               | Aller | Retour |
| ----------- | -------- | ---------------------- | ----- | ------ |
| Racing Club | 1 - 2    | San Lorenzo de Almagro | 0 - 2 | 1 - 0  |

- San Lorenzo de Almagro se qualifie pour la Copa Libertadores 1988.

## Bilan de la saison
| Tableau d'Honneur                   |                             |
| Compétition                         | Vainqueur                   |
| Championnat d'Argentine de football | Newell's Old Boys (Rosario) |

| Qualifications continentales |                                                    |
| Copa Libertadores 1988       | Newell's Old Boys (Rosario) San Lorenzo de Almagro |

| Promotions et relégations    |                                           |
| Promus en Primera Division   | Mandiyu (Corrientes) San Martín (Tucumán) |
| Relégués en Segunda Division | Banfield Unión (Santa Fe)                 |